# 貝塚茂樹
貝塚 茂樹（かいづか しげき、1904年〈明治37年〉5月1日 - 1987年〈昭和62年〉2月9日）は、日本の東洋学者、中国史学者、中国考古学者。京都大学名誉教授。勲二等瑞宝章叙勲、文化功労者顕彰、文化勲章受章。

## 経歴

### 出生から修学期
1904年（明治37年）、東京で地質学者・小川琢治の次男として生まれた。旧制京都府立京都第一中学校（現・京都府立洛北高等学校）、旧制第三高等学校を経て、京都帝国大学文学部史学科に進学。1928年3月に卒業。同年4月、同大学院文学研究科に進学。1930年3月に修士課程を修了。1932年5月に博士後期課程を退学。

### 東洋学研究者として
同1932年5月、東方文化学院京都研究所研究員に採用された。1938年4月、研究所の改組に伴い、以降東方文化研究所研究員。
戦後の1949年4月、研究所が京都大学に包摂となる改組に伴い、京都大学人文科学研究所教授となった。新研究所発足時の所長は安部健夫であったが、同年10月、改組時の京都大学人文科学研究所初代所長に就任（1955年3月まで）。1958年9月、コロンビア大学研究員。1961年11月、学位論文『甲骨文時代区分の基礎的研究』を京都大学に提出して文学博士号を取得。1968年3月に京都大学を定年退官し、名誉教授となった。
学界では、1981年9月より東方学会会長を務めた。1987年に死去。

### 委員・役員ほか
- 日本学術会議会員（1951年1月から）
- 財団法人人文科学協会理事長（1979年12月から）

## 受賞・栄典
受賞
- 1948年（昭和23年）- 朝日賞
- 1962年（昭和37年）- 毎日出版文化賞

栄典・顕彰
- 1974年（昭和49年）- 勲二等瑞宝章
- 1976年（昭和51年）- 文化功労者
- 1984年（昭和59年）- 文化勲章、京都市名誉市民
- 1987年（昭和62年）- 叙従三位・贈勲一等瑞宝章（没時叙位陞勲）

## 研究内容・業績
従前の文献学的な中国古代史の研究に対して、甲骨文字や金文に代表される出土資料に着目した研究方法を日本で初めて提唱した。戦後、中国やアメリカとの文化的な交流にも尽力し、学術および文化の向上に大きく貢献した。加えて東洋史・日中の比較文化・中国の近現代史にも関心が高く、その方面でも研究を推進し著作の多くが重版されている。その旧蔵書のうち約3万冊は久保惣株式会社に買い上げられ、現在は和泉市久保惣記念美術館が所蔵している。

## 家族・親族
- 父：小川琢治 - 地質学者。
- 長兄：小川芳樹 - 金属工学・冶金学者。
- 三弟：湯川秀樹 - 物理学者。日本人初のノーベル賞受賞者（物理学賞）。
- 四弟：小川環樹 - 中国文学者・京大名誉教授。
- 末弟：小川滋樹（ますき） - 第二次世界大戦で戦病死。
- 長男：貝塚啓明 - 経済学者・東大名誉教授。
- 岳父：貝塚栄之助 - 三重県桑名市長[4]。貝塚茂樹は1945年に入り婿してから妻の貝塚姓を名乗った。

## 著作
著書
- 『孔子』岩波新書 1951
  - 改版 1977[5]
- 『諸子百家：中国古代の思想家たち』岩波新書 1961[6]
- 『史記：中国古代の人びと』中公新書 1963[7]
- 『論語：現代に生きる中国の知恵』講談社現代新書 1964[8]
- 『中国の歴史』岩波新書

1. 上 1964年[9]
2. 中 1969年[10]
3. 下 1970年[11]

- 『論語』訳註、中公文庫 1973
  - 改版 2020年[12]
- 『韓非』新版・講談社学術文庫 2003[13]
- 『孟子』新版・講談社学術文庫 2004[14]
- 『孟子 訳注』新版・中公クラシックス 2006[15]
- 『中国の神話：神々の誕生』新版・講談社学術文庫 2023

著作集
- 『貝塚茂樹著作集』(全10冊) 中央公論社 1976–1978

1. 『中国の古代国家』
2. 『中国古代の社会制度』
3. 『殷周古代史の再構成』
4. 『中国古代史学の発展』
5. 『中国古代の伝承』
6. 『中国古代の精神』
7. 『中国の史学』
8. 『中国の歴史』
9. 『中国思想と日本』
10. 『孫文と毛沢東』

共編著
- 『古代殷帝国』みすず書房 1958
- 『古代文明の発見』(世界の歴史 1) 中央公論社 1960
  - 文庫化 中公文庫
- 『諸子百家』(世界古典文学全集 19) 筑摩書房 1965
- 『孔子・孟子』(世界の名著 3) 中央公論社 1966
- 『春秋戦国』(東洋の歴史 2) 人物往来社 1966
  - 文庫化 『春秋戦国』(中国文明の歴史 2)中公文庫
- 『司馬遷』(世界の名著 11) 中央公論社 1968

担当「史記列伝」川勝義雄共訳
- 選書化 中公クラシックス

- 『中国のあけぼの』(世界の歴史 3) 大島利一共編、河出書房新社 1968
  - 文庫化 河出文庫
- 『春秋左氏伝』(世界古典文学全集 13) 筑摩書房 1970
- 『伊藤仁斎』(日本の名著 13) 中央公論社 1972

「論語古義」現代語訳
- 『原始から春秋戦国』(中国の歴史 1) 伊藤道治共著、講談社 1974
  - 改題文庫化『古代中国：原始・殷周・春秋戦国』講談社学術文庫